# François Hentges
François Hentges (Luxemburgo, 11 de junio de 1885-1 de abril de 1968) fue un gimnasta artístico luxemburgués, campeón mundial en Amberes 1903 en barras paralelas.

## Carrera deportiva
En el Mundial de Amberes 1903 consiguió la medalla de oro en el ejercicio de barras paralelas, quedando en el podio empatado con el francés Josef Martinez, por delante del belga Eugène Dua y de su compatriota el también luxemburgués André Bordang.